# Andriamasinavalona
El rey Andriamasinavalona (1675-1710), también conocido como Andrianjakanavalondambo, era un rey de Imerina en las tierras altas centrales de Madagascar. Hizo contribuciones significativas y duraderas a la vida social, política y económica de Imerina. La principal de ellas fue la expansión de sus territorios y la pacificación y unificación de ciertos principados que se habían encerrado en un conflicto violento; Andriamasinavalona estableció y gobernó en la mayor extensión del Reino de Imerina. Dio el nombre de Antananarivo a la ciudad capital que se estaba expandiendo rápidamente alrededor del palacio real Rova en la colina de Analamanga, creó una gran plaza pública en Andohalo, a las puertas de la ciudad, y nombró una serie de otros lugares dentro de la ciudad. También tomó posesión de una colina distante que renombró Colina real de Ambohimanga como un alojamiento para su hijo, la ciudad real que se desarrolló allí ha sido declarada Patrimonio de la Humanidad por la UNESCO.
Las innovaciones de Andriamasinavalona fueron numerosas y duraderas. Creó dos castas nobles adicionales y definió sus derechos, responsabilidades y restricciones asociadas, y fue responsable de introducir la tradición de la sombrilla roja como un indicador de realeza; también decretó que todas las mujeres tenían derecho a elegir a sus maridos. El comercio con el reino de Sakalava permitió a este rey aumentar las armas de fuego, los cañones y la pólvora disponibles para la defensa del reino, y amplió la disponibilidad de artículos de lujo como piastras de plata y platos de porcelana. Los diques alrededor de los campos de arroz de Betsimitatatra en Antananarivo se ampliaron y se levantaron para ayudar a solucionar el hambre.
Con el interés de fortalecer las defensas del reino, Andriamasinavalona dividió su reino en cuatro cuadrantes para ser gobernado por sus cuatro hijos favoritos. Sin embargo, esta decisión tuvo el efecto opuesto; cada uno estaba interesado en expandir su propio reino, lo que provocó que un hijo secuestrara al rey y lo mantuviera como rehén durante siete años. Después de la eventual liberación del rey, cometió un simulacro de sacrificio humano para volver a santificar su autoridad. Después de su muerte, los hijos de Andriamasinavalona lanzaron campañas militares uno contra el otro para apoderarse de los territorios de cada uno, desencadenando 77 años de guerra civil en Imerina. Hoy en Madagascar, el reinado de Andriamasinavalona es recordado como una era dorada de justicia, armonía y prosperidad.

## Primeros años y acceso al trono
Andriamasinavalona nació como el príncipe Andrianjakanavalondambo en la histórica capital Merina de Alasora, su padre era el rey Andriantsimitoviaminandriandehibe y la madre Rampanambonitany. Fue nombrado Príncipe de Alasora tras la muerte de su padre en 1670; su hermano mayor, Andrianjaka Razakatsitakatrandriana, fue nombrado rey. Andriamasinavalona ascendió a la realeza de Imerina tras la deposición de su hermano en 1675. El rey depuesto huyó al reino de Sakalava hacia el oeste e intentó sin éxito obtener el apoyo militar allí para recuperar el trono.
Dos tradiciones reales perdurables surgieron en Imerina como consecuencia de la lucha de poder entre Andriamasinavalona y su hermano mayor. Algunas versiones de la historia oral describen un combate entre sus ejércitos en Ambohibato en el que Andriamasinavalona salió victorioso. Erigió una piedra conmemorativa en el lugar de la batalla que nombró a Ankazonorona, y la designó como el lugar donde los reyes entronizados podrían recibir su primera expresión de «hasina» (homenaje, afirmación de autoridad) de sus súbditos. Andriamasinavalona también introdujo la práctica de reunir a sus súbditos para consultarlos y obtener su consentimiento antes de tomar ciertas decisiones. Esta práctica fue continuada por los gobernantes posteriores en Imerina.

## Familia y descendientes
Andriamasinavalona se casó con doce veces y tuvo nueve hijos y una hija. Los hijos de cuatro de sus esposas gobernarían sus propios reinos: Ratandrindroandriana dio a luz a Andriantsimitoviaminiandriana en Ambohimanga ; Ramananandrianjaka dio a luz a Andriantomponimerina en Ambohidratrimo; Ramananimerina tuvo a su hijo Andrianjakanavalona en Antananarivo; y Rasolomanambonitany tenía Andrianavalonimerina cerca de Ambohitrabiby. Los hijos de otras cuatro esposas renunciarían a todos los derechos del trono: Andriamborosy y Rafaralahimanjaka, nacidos en Renilambo en Ambohidrapeto; Andriantsilavo, nacido a Ranavalona en Anosimanjaka; Andrianavalona, nacido en Rakalafohy en Isoraka; y Andriankotofananina, nacido en Reninandriankotofananina en Anosipatrana. Los descendientes de las esposas de Andriamasinavalona que renunciaron a los derechos al trono fueron ennoblecidos por él como el Andriamasinavalona realclase. Los cuatro matrimonios restantes (para las esposas Ralanimboahangy, Raseranolona, Ranavalotomponimerina y Ramanamabahoaka) no tuvieron hijos, pero una de estas esposas, Ralanimboahangy, adoptó a una niña llamada Andriamanitrinitany. Fue alojada con su madre adoptiva en Ambohipeno y murió sin tener hijos propios, aunque también adoptó a un niño llamado Ramasina, que probablemente era el hijo de su hermana.

## Reinado

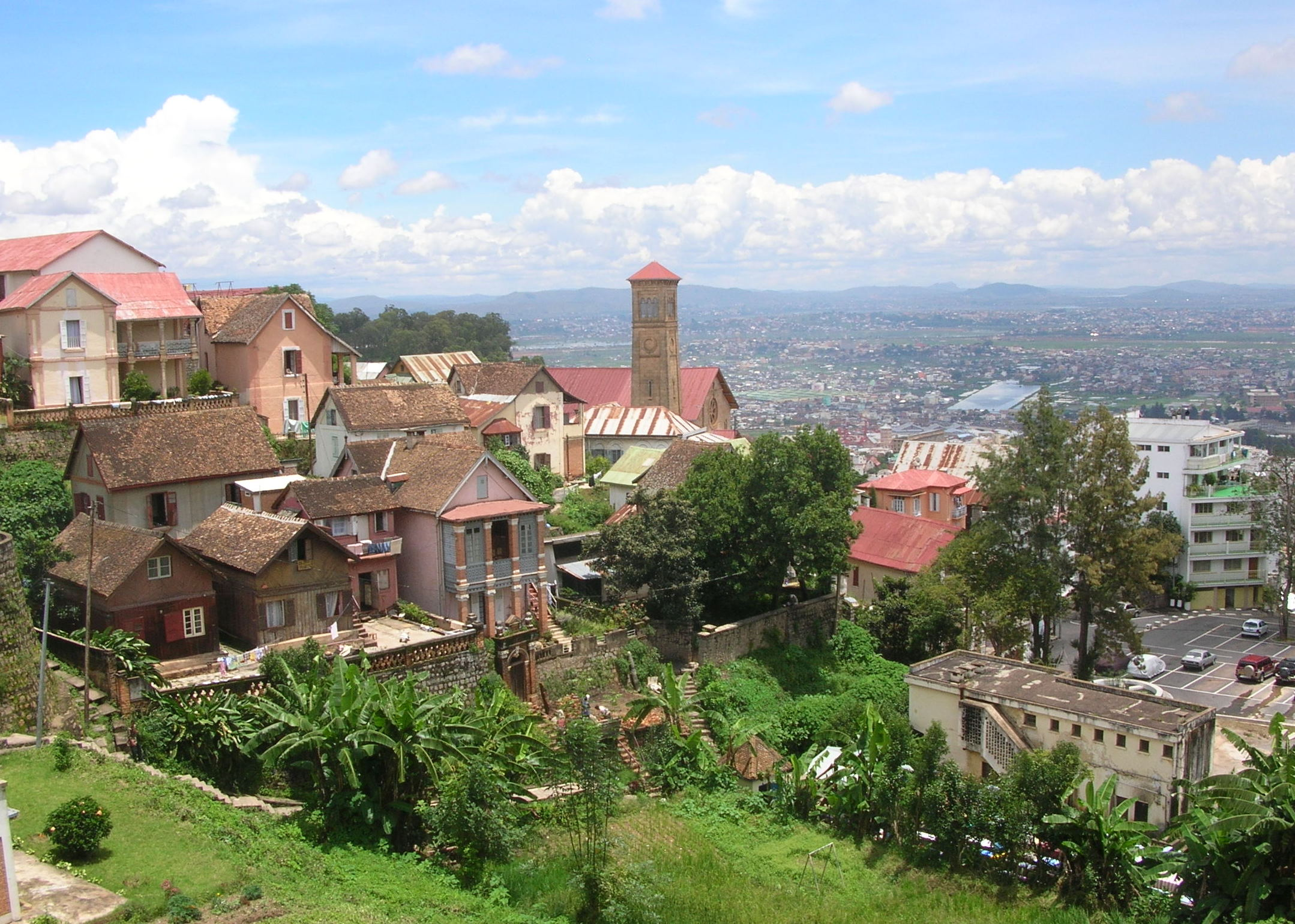
Andriamasinavalona le dio a la ciudad de Antananarivo su nombre.

Andriamasinavalona es recordado en Imerina como un rey de logros significativos. Se le atribuye la unificación de varios principados guerreros en Imerina y la expansión del territorio del reino en su mayor extensión. Creó la plaza de Andohalo en la puerta de Antananarivo, donde todos los soberanos sucesivos pronunciaron sus discursos y anuncios reales al público. Andriamasinavalona le dio a la ciudad -llamada anteriormente con el nombre de su colina, Analamanga- su nombre actual de Antananarivo, y le asignó los nombres de numerosos lugares dentro de la ciudad, basándose en los nombres de sitios similares en el pueblo cercano de Antananarivokely. Durante su reinado, la producción de los campos de arroz de Betsimitatatra alrededor de Antananarivo se incrementó. También creció el número de armas y la cantidad de pólvora en Imerina a través del comercio con los reinos vecinos, e importó los primeros cañones del reino para su defensa. Otras innovaciones incluyen la importación y fabricación de placas hechas de piel de tortuga marina. Reforzó el orden social mediante la creación de dos nuevas castas nobles, estableció nuevas restricciones y responsabilidades para cada uno, y decretó el derecho de cada mujer a elegir su propio marido.

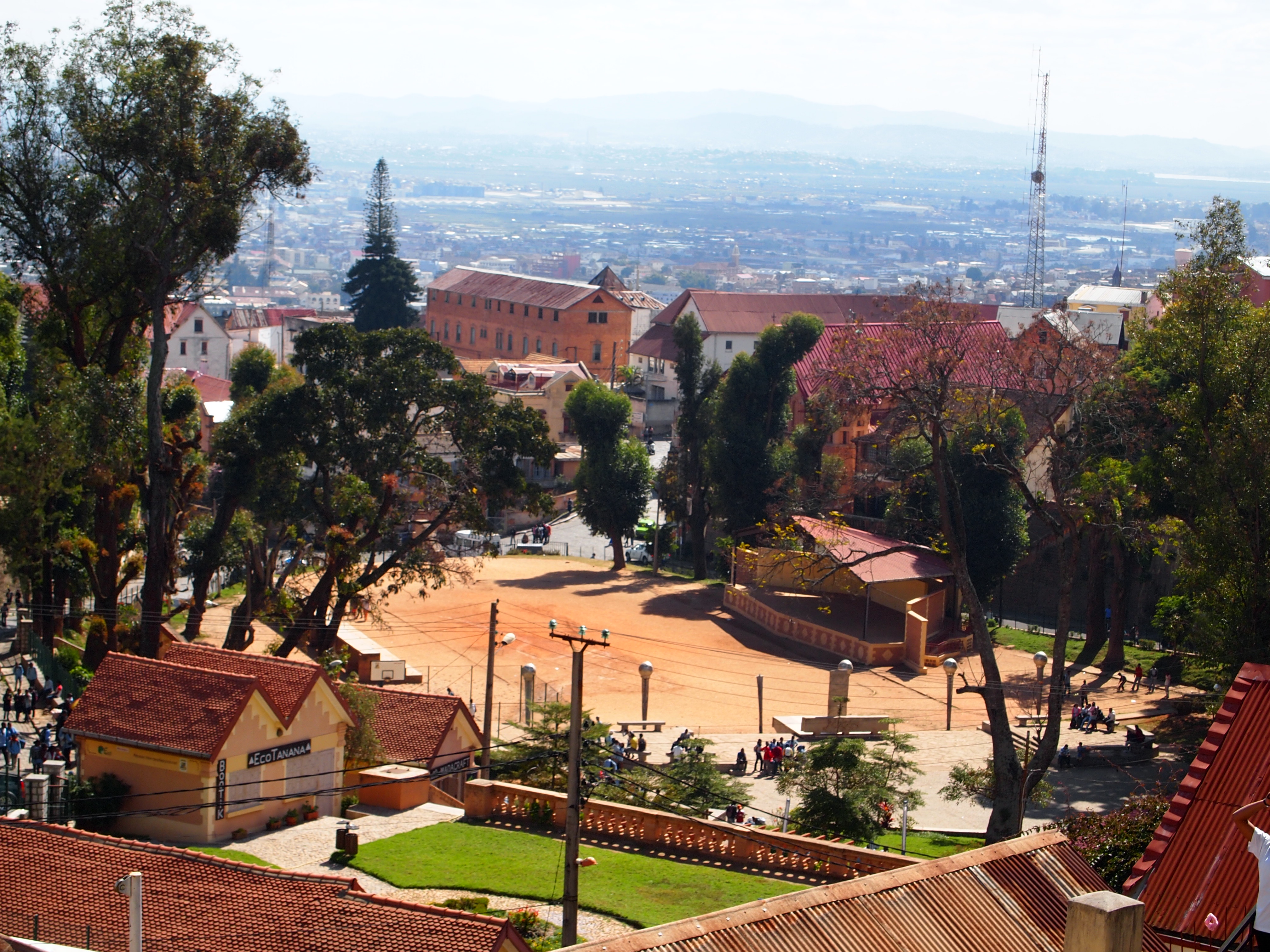
Andohalo, donde los soberanos de Merina se dirigían al público

Bajo el gobierno de Andriamasinavalona, la administración política de Imerina se definió más claramente. El número de subcastas andrianas (nobles) se amplió de cuatro a seis, y se designaron roles adicionales y territorios específicos para cada grupo, tanto en los barrios de Antananarivo como en el campo que rodeaba la capital. Estas divisiones territoriales se aplicaron estrictamente: los miembros de las subcastas debían vivir dentro de sus territorios designados y no estaban autorizados a permanecer por períodos prolongados en los territorios reservados para otros. Andriamasinavalona descentralizó la gobernanza y fortaleció el poder de los administradores locales mediante la creación de una serie de nuevos decretos que formalizaron aún más la relación entre la andriana y la hova (plebeyos) que gobernaban.
El reinado del rey estuvo marcado por una sequía que duró siete años y que causó una hambruna en gran parte de Imerina. Según la historia oral, el rey intentó comprar arroz de su feudo en Ambohipiainana. La ciudad tenía un excedente pero el líder local se negó a vender arroz a Andriamasinavalona, alegando que no había ninguno disponible. El rey luego envió cargadores para comprar arroz de Antsahatovoka, donde los residentes declararon que, mientras la tierra fuera suya, y por lo tanto no era necesario que el rey comprara lo que ya le pertenecía, no había arroz disponible para compartir. Finalmente Andriamasinavalona buscó comprar arroz en Andraisisa. Su dinero fue rechazado por el líder local, Andriandrivotra, quien voluntariamente le dio al rey grandes porciones de alimentos y un tributo de plata. Para recompensar al líder del feudo, Andriamasinavalona prometió darle todo lo que quisiera. Andriandrivotra declaró que todo lo que deseaba era el amor de su soberano. Para mostrar su agradecimiento, Andriamasinavalona declaró que convertiría a Andriasisa en un gran feudo, y le dio a Andriandrivotra un gran espacio de tierra al oeste del territorio.  Luego emprendió una gran expansión de los campos de arroz de Betsimitatatra alrededor de Antananarivo, aumentando significativamente su producción de arroz para alimentar a la población.

### Reestructura sociopolítica

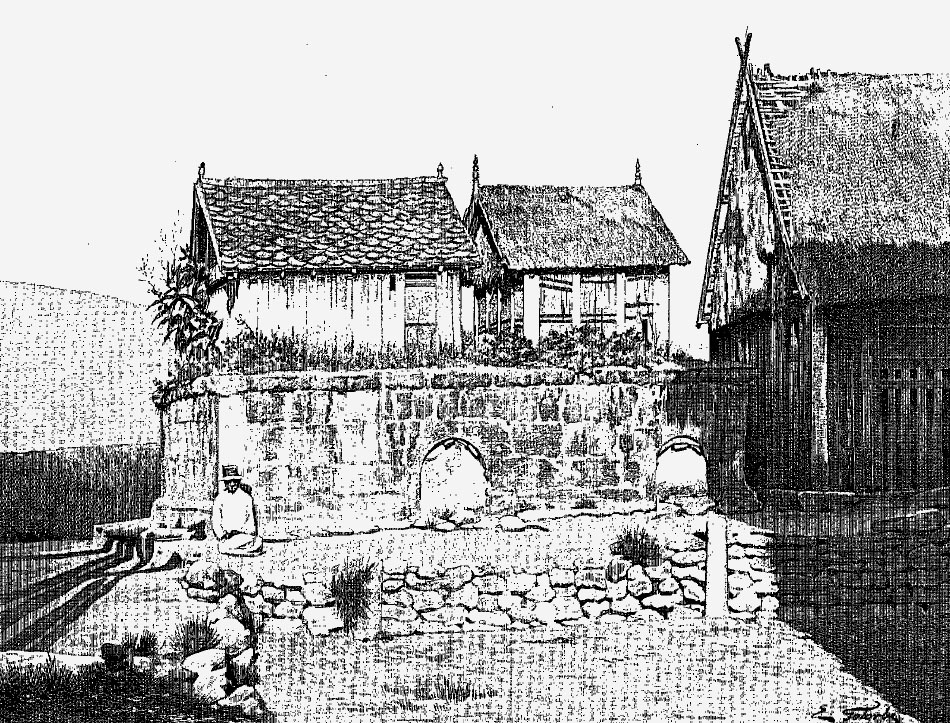
El derecho a la tranomasina en las tumbas de los nobles se extendió a las nuevas subcases andrianas creadas por Andriamasinavalona.

La reorganización y el refinamiento de Andriamasinavalona de las subdivisiones de la clase noble tomaron en cuenta los precedentes establecidos por los primeros reyes de Merina Andrianjaka y Ralambo . Declaró que únicamente los miembros de la casta Zazamarolahy ("Numerosos niños"), compuestos por nobles descendientes de los hijos de Andrianjaka, podían ser «sombreados» por la sombrilla roja de la realeza; la tradición de la sombrilla real se introdujo en Imerina durante el reinado de Andriamasinavalona y persistió hasta la disolución de la monarquía en 1897. También decretó que sus tumbas se remataran con una «tranomasina», una pequeña casa de madera sin ventanas o hogar y que contiene sus riquezas mundanas, donde su espíritu podría volver a visitar después de la muerte. A diferencia de otros subcastas nobles, los Zazamarolahy no estaban obligados a habitar en un vecindario particular, ya que Andriamasinavalona reconoció el privilegio de los futuros soberanos para determinar la proximidad de estos nobles más influyentes de acuerdo con las particularidades de las circunstancias cambiantes. Andriamasinavalona también redujo el grupo de futuros soberanos potenciales al restringir este derecho a un nuevo subgrupo dentro de Zazamarolahy, que denominó Zanak'andriana ("Hijos del Soberano"). Este grupo comprendía a todos los descendientes de las esposas reales que habían dado a luz a los cuatro herederos designados del rey. Los nuevos gobernantes únicamente podían ser seleccionados entre esta nueva subclase de nobles.
A las cuatro esposas del rey Andriamasinavalona cuyos hijos no fueron elegidos para gobernar uno de los cuatro distritos de Imerina se les asignó la subcasta noble de "Andriamasinavalona" y se transfirió este ranking a sus descendientes. El rey declaró que los miembros de esta subcasta habitarían en Ambatobevanja, en el límite sur del vecindario de Andohalo en Antananarivo, a las afueras de los muros del palacio real. Aunque no estaban autorizados a gobernar el reino, los Andriamasinavalona fueron considerados ancianos de la sociedad y obtuvieron el derecho de convertirse en «maestros del feudo» ( tompo-menakely ) y construir tranomasina en sus tumbas. También se les asignó el honor de enterrar a los soberanos difuntos y llevar a cabo los sacrificios solicitados por el rey. Fuera de Antananarivo, los Zazamarolahy y los Andriamasinavalona se establecieron a lo largo de Imerina
en los feudos individuales centrados alrededor de los pueblos de las colinas que gobernaban. De esta manera, los nobles siempre vivieron muy cerca de las personas a quienes gobernaban, aseguraron su defensa y proporcionaron su sustento.
Andriamasinavalona estableció nuevas reglas para fortalecer la autoridad del tompo-menakely sobre sus temas. Los habitantes del feudo pagaban impuestos (isam-pangady) al señor local, y le ofrecían los cuartos traseros de todo cebú sacrificado como tributo. Los padres que adoptaban o repudiaban a un niño pagaban una tarifa de una piastra de plata al señor, y la propiedad de aquellos que murieran sin hijos volvería al rey. Los habitantes de un feudo estaban obligados a ejecutar cualquier trabajo o tarea ordenada por el tompo-menakely. La autoridad del señor era altamente independiente y la interferencia del rey era poco frecuente, en parte debido a los estrechos vínculos de parentesco que unían al rey con las subcastas Zazamarolahy y Andriamasinavalona.
Los Zana-tompo (o Andriantompokoindrindra) también fueron considerados ancianos, y Andriamasinavalona decretó que los reyes seleccionarían a partir de entonces a sus esposas y catadores reales de esta casta. Los ritos relacionados con la circuncisión eran otro honor reservado para el Zana-tompo. El rey decretó que deberían habitar el campo al sur de la capital que se extiende desde Ambavahadimitafo hacia el sur hasta Ambatolampy. Fuera de Antananarivo, el Zana-tompo vivía en el pueblo de Ambohimalaza.
El Andriamboninolona (o Zanakambony), Andriandranando (o Zafinandriandranando) y Zanaralambo fueron considerados nobles jóvenes. Fueron excluidos de la mayoría de las reglas impuestas a otras castas nobles y exentas de fanampoana (trabajo forzado en lugar de pago de impuestos monetarios). En cambio, se les hizo responsables de mantener un dique clave que apoyaba el riego de los arrozales de la capital, produciendo la seda utilizada para fabricar la ropa del rey y reclutando soldados para el ejército del rey. También fueron responsables de recolectar azadones usados para que los herreros reales los fundieran y luego supervisar a los artesanos mientras el metal se confeccionaba con clavos, grilletes y otros objetos forjados.
Dentro de Antananarivo, el territorio de Andriamboninolona, designado generaciones antes por el rey Andrianjaka, incluía el barrio de Ambatomasina (al este de Andohalo) y se extendía desde Ambohitantely hacia el este hasta Ambatolampy y hacia el norte hasta la carretera principal que conducía a Ambavahadimasina. Los barrios reservados en Antananarivo para el Andriandranando, también decretados por Andrianjaka, se extendieron al noreste de Andohalo y se extendieron desde Ambavahadimasina en el oeste hasta Ambohimanoro en el este, y desde la carretera a Ambavahadimasina hacia el norte hasta Ambatonandriankoto. El rey Andriamasinavalona decretó que dentro de la ciudad capital, Zanaralambo viviría en el área delimitada por Ambohitsoa al suroeste, Ambodivoanonoka al este y Andohalokely al norte. Fuera de la capital, cada grupo tenía sus aldeas designadas. Los Andriamboninolona vivieron en Ambohitromby, Fieferana, Ambohipiainana y Ambohitriniomby, Fieferana, Ambohipiainana y Ambohitriniandriana. Los Andriandranando vivía en Soamanandrarina, Betsizaraina, Ambohibe, Ihadiambola y Akadindramamy. Finalmente, el Zanaralambo habitó Lazaina, Ambatofotsy y Masindray.
Además de estos nuevos roles para las subcastas nobles, Andriamasinavalona destacó a los Antehiroka como consejeros realesdios sagrados y custo de las tradiciones ancestrales relacionadas con la circuncisión. Este clan estaba formado por los descendientes de Andriampirokana y sus dos hijos, descendientes de un rey vazimba. Andriampirokana se hizo amigo del rey Ralambo y jugó un papel integral en el establecimiento de la tradición de la circuncisión en Imerina. La colección de calabazas de agua y el arreglo de esteras recién tejidas para usar en la ceremonia fueron responsabilidad de este clan. Los Antehiroka también recibieron la tarea de entregar bendiciones reales, recibir hasina (tributo) en nombre del rey y envolver a los soberanos fallecidos en la tradicional lambamena (mortaja). En Antananarivo, los Antehiroka fueron ubicados en Ampamaho, la ubicación de la tumba de su clan, en el campo, Andriamasinavalona decide que deberían habitar Ambohitrinimanga y Amboditsiry.

### Expansión del reino
En el momento del reinado de Andriamasinavalona, las tierras altas alrededor de Imerina se vieron sacudidas por un conflicto violento entre los principados menores centrados alrededor de las ciudades fortificadas de las colinas. Andriamasinavalona unió con éxito a varios de estos principados en el territorio que limita con el suyo, expandiendo así los límites de Imerina para incluir Fanongoavana al oeste, Rangaina al norte, Ombifotsy al este y Sahasarotra al sur. Al poner cada territorio bajo su control, restringió la autonomía de sus gobernantes originales e impuso una sumisión estricta a su propia autoridad. Sus conquistas diplomáticas y políticas le permitieron a Andriamasinavalona extender su reino en toda su extensión histórica, convirtiéndolo en el primer soberano de Merina en gobernar sobre toda la provincia de Imerina.
El primero de estos cuatro territorios en ser incorporado a Imerina fue Fanongoavana, entonces un principado gobernado por Andriampanarivofomanjaka. Las continuas amenazas a la seguridad de su reino llevaron a Andriampanarivofomanjaka a viajar secretamente a la Rova de Antananarivo para prometer sumisión a Andriamasinavalona. Fue acompañado por siete consejeros que comunicaron elocuentemente la voluntad de su amo de reconocer a Andriamasinavalona como su rey. Andriamasinavalona aceptó esta oferta y selló la unión de sus territorios al casarse con Andriampanarivofomanjaka con su hermana, Ranavalontsimitovy. Andriampanarivofomanjaka luego regresó a su reino, anunció la unión a su gente, y luego habló con los líderes del vecino pueblo Bezanozano para persuadirlos con éxito de unirse al reino y beneficiarse de la protección de Andriamasinavalona.
El territorio de Ombifotsy fue gobernado por Andriambahoakafovoanitany, que tenía una relación amistosa con Andriamasinavalona. Los dos acordaron un desafío: cada uno dejaría su palacio simultáneamente el viernes por la noche y caminarían hacia el palacio del otro hasta que se conocieran. Se cruzaron en el río Ombifotsy («Cebú Blanco»), llamado así porque los dos sacrificaron allí un cebú blanco en honor a su amistad y el acuerdo de paz entre sus dos territorios, Imamo e Imerina. El hijo de Andriambahoakafovoanitany cavó una trinchera a lo largo del río, donde erigió una piedra para conmemorar el acuerdo. Imamo se dividió en cuatro partes, cada una administrada por uno de los hijos de Andriambahoakafovoanitany.
Además, se le atribuye a Andriamasinavalona la fundación de  Ambohimanga, un sitio de importancia espiritual e histórica que fue designado Patrimonio de la Humanidad por la UNESCO en 2001. La historia oral relata que Andriamasinavalona observó por primera vez una colina distante llamada Ambohitrakanga cuando notó una hoguera encendida en su cara sur a 24 kilómetros de su rova en Antananarivo; la visibilidad del sitio desde su capital llevó a Andriamasinavalona a desear el cerro como residencia de su hijo, Andriantsimitoviaminiandriana. Andriamasinavalona le dio a la colina su nombre actual, y cuando dividió el Reino de Imerina en cuatro cuadrantes en 1710, le dio el cuadrante oriental de Avaradrano a Andriantsimitoviaminiandriana, que transformó su rova en Ambohimanga en su capital.

### División de Imerina
El mayor punto de controversia en el reinado de Andriamasinavalona fue su decisión de dividir su reino entre sus cuatro hijos favoritos: 
- Andrianjakanavalona yimby,
- Adrianmanotronavalonimerina,
- Andrianampoinimerina y
- Andriantsimitoviaminiandriana, que recibió la mayor parte de la tierra y fue el más poderoso de los cuatro jóvenes soberanos.[5]

Andriamasinavalona además declaró que su sobrino Andriambonimena, el hijo de su hermana, reemplazaría a sus propios hijos y lo sucedería como rey después de su muerte para gobernar toda Imerina como un todo unido. La polémica decisión de dividir a Imerina en cuatro sub-reinos pudo haber estado enraizada en el deseo de reorganizar el reino de acuerdo con las nociones tradicionales de unidad simbólica representadas por los cuatro puntos cardinales que rodean un centro unificador denominado «corazón de Imerina» (Imerina efa-toko). Andriamasinavalona creía que el reino estaría mejor defendido por cuatro hermanos que por uno, y que podían apoyarse mutuamente para proteger a los atacantes del exterior.
Según la historia oral, Andriamasinavalona preguntó al guardián de Matsatso, uno de los tres ídolos reales más prominentes., pedirle al ídolo cuál de sus hijos debería gobernar después de él. El guardián vaciló en declarar la elección del ídolo, pero después de que el rey no prometió ninguna reacción negativa a la decisión, el hombre declaró que la sucesora sería Andrianavalonimerina. Sin embargo, el rey había esperado que el sucesor sería otro hijo, Andriantsimitoviaminiandriana. Decidió probar la profecía enviando a una de sus esposas a la casa del guardián, donde la población le mostraba respeto ofreciéndole cebú para que comiera. El cebú se cocinó de manera inconsistente, y el rey interpretó esto como una señal de que el guardián era deshonesto y tenía la intención de tomar el poder por sí mismo, por lo que Andriamasinavalona ordenó que lo mataran y que descartara al ídolo Matsatso en un lago. Luego pidió a los guardianes de los otros dos ídolos (Kelimalaza y Soratra) que declarasen un sucesor.

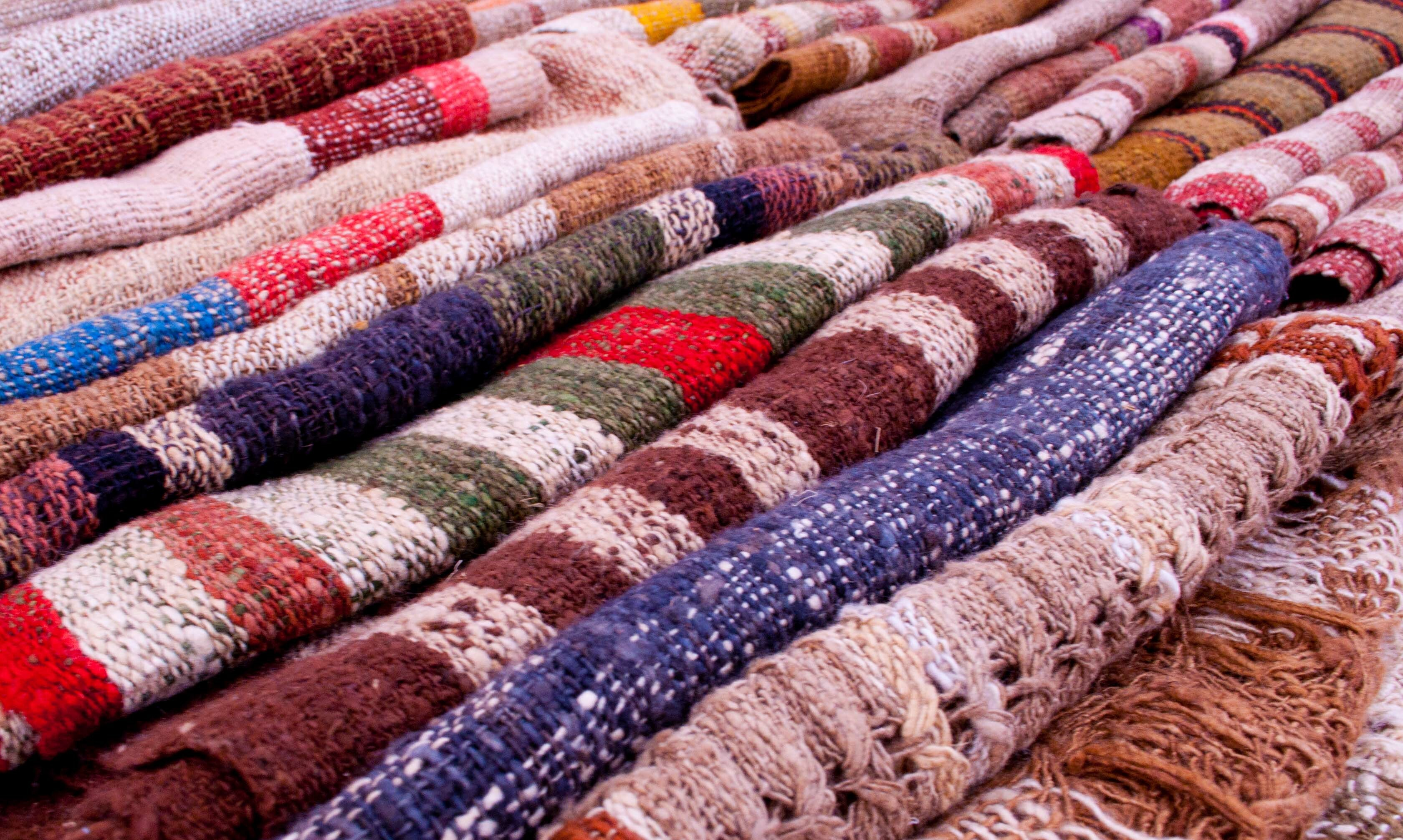
Andriamampandry, consejero de Andriamasinavalona, rasgó su tela para ilustrar las consecuencias perjudiciales a la división de Imerina.

La historia oral relata que Andriamasinavalona luego reunió a la gente en Andohalo para anunciar su decisión. Pidió la presencia de su respetado asesor y anciano, Andriamampandry, quien rechazó al mensajero al decir «No tengo lamba». El rey le envió una lamba para que se lo pusiera, y el viejo lo devolvió con las cuatro esquinas arrancadas. El rey volvió a devolver la lamba, y esta vez el anciano lo pisoteó en el barro. Sin embargo, Andriamampandry se vistió con la lamba, declarando que «Lo que se ha roto se puede reparar, y lo que se ha ensuciado se puede limpiar», luego asistió al parlamento del rey ... allí, el rey declaró que dividiría su reino en cuatro partes, cada una de ellas un feudo para ser habitadas por sus cuatro hijos favoritos, quienes participarían en la toma de decisiones reales sin hacerse reyes. Los dos principados del norte tenían sus capitales en Ambohimanga y Ambohidrabiby , mientras que la capital del principado occidental se encontraba en Ambohidratrimo. El principado del sur fue gobernado desde Antananarivo por Andriantomponimerina.

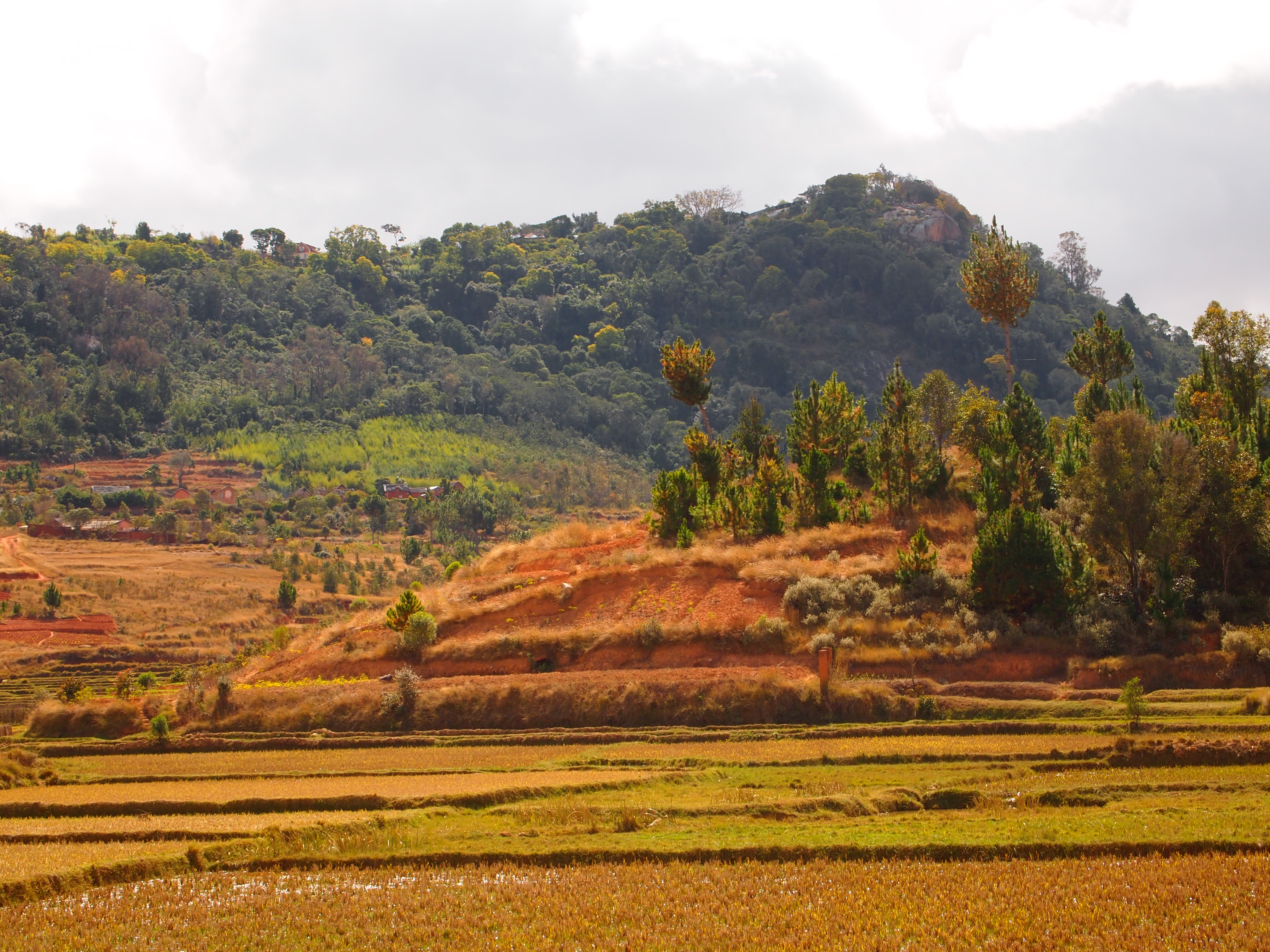
Ambohimanga (2013)
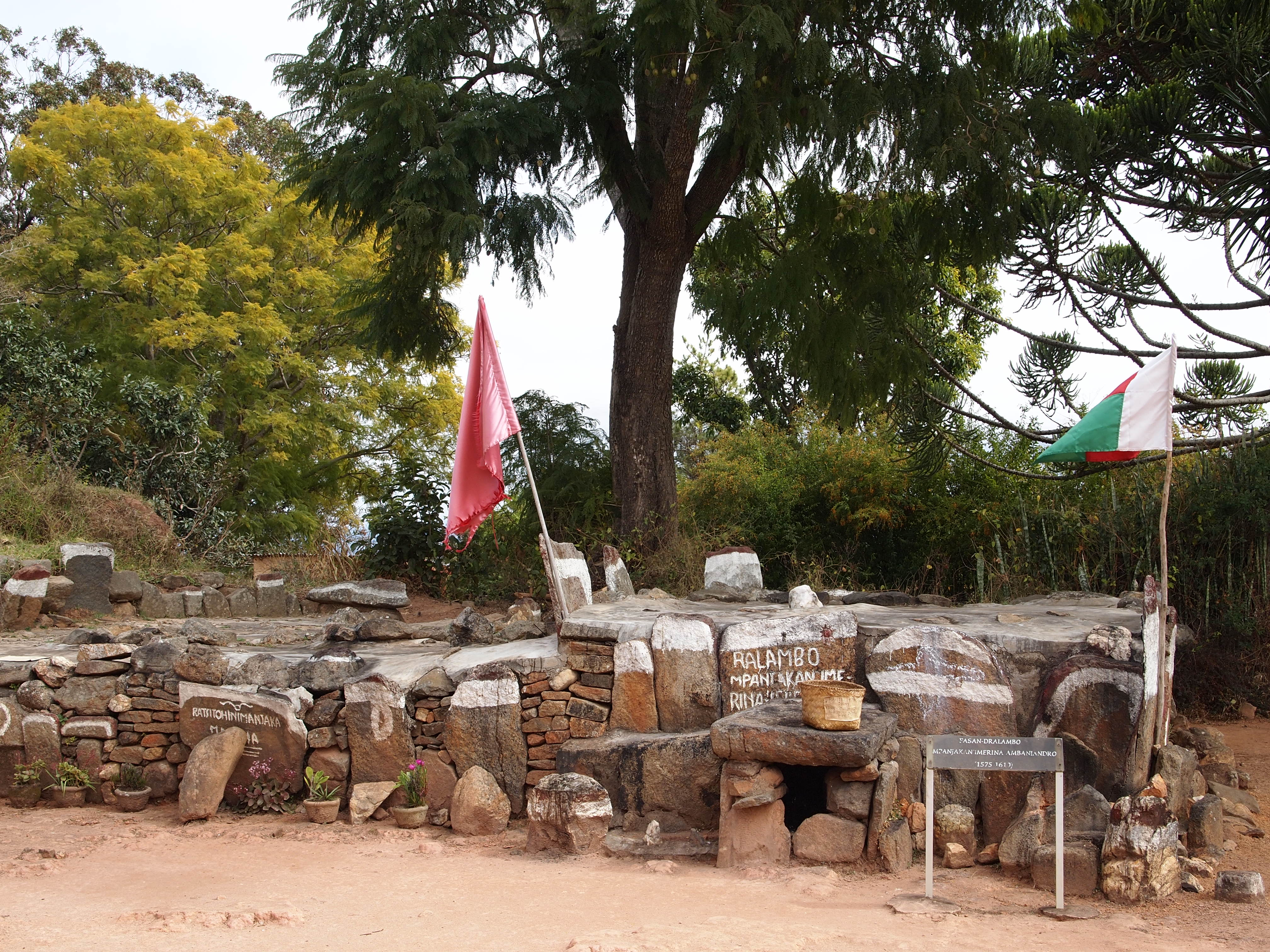
Ambohidrabiby, tumba de Ralambo rey de Imerina fallecido en 1612
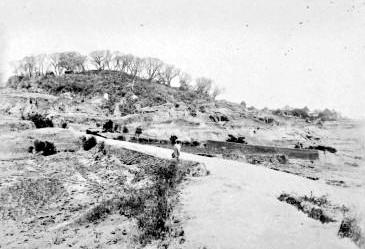
Ambohidratrimo (1901)
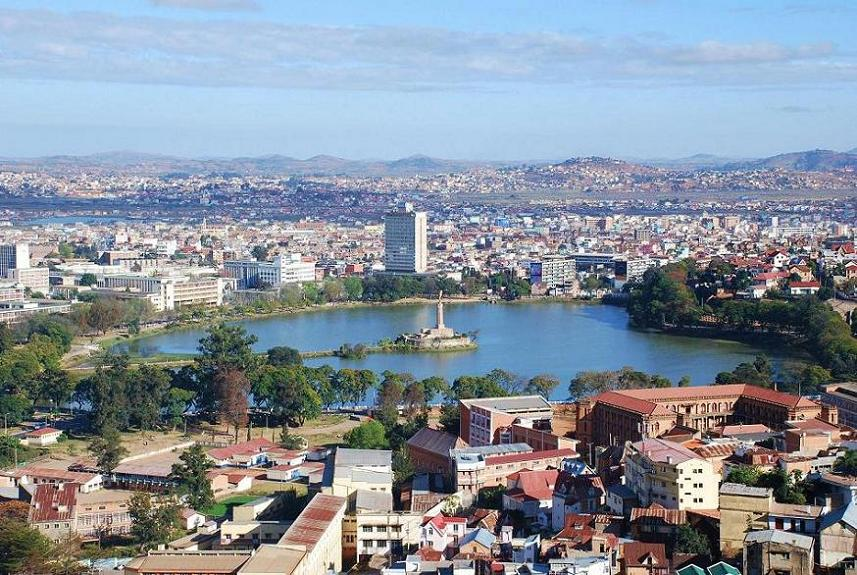
Antananarivo, actual capital de Madagascar

El anciano Andriamampandry intentó en varias ocasiones advertir a Andriamasinavalona del peligro de administrar el reino de esta manera. En un caso, colocó una gallina en el medio de una habitación y luego dejó un gallo rojo en cada esquina. Los gallos se atacaron cruelmente, dejando al rey sin palabras. Otro día, el anciano trajo cuatro águilas al rey en una canasta. Cuando se abrió la canasta, las águilas volaron salvajemente por la habitación, causando estragos. Andriamampandry le advirtió al rey que su reino no sería mejor una vez que sus cuatro hijos probaran el poder. Andriamasinavalona reconoció el peligro pero no pudo decidir cuál de sus hijos debería ser excluido de tener una parte en las responsabilidades de toma de decisiones del reino, por lo que ignoró los consejos del anciano. Finalmente, Andriamampandry decidió darle al rey una advertencia muy explícita. Andriamasinavalona había reunido a su gente en Andohalo para dar un discurso, cuando Andriamampandry lanzó un toro a la multitud. En el pánico que siguió, numerosas personas fueron corneadas o pisoteadas hasta la muerte, varias mujeres embarazadas tuvieron un aborto espontáneo y la reunión se dispersó en el caos. El rey exigió saber quién había soltado el toro para poder ejecutarlo, pero cuando Andriamampandry asumió la responsabilidad, le advirtió al rey que se derramaría aún más sangre antes de que la tierra se calmara. Luego criticó al rey por su preocupación por las relativamente pocas muertes en la reunión, a la luz del número de personas que morirían como consecuencia de su división de Imerina. Predijo además que el príncipe de Ambohimanga uniría a Imerina y la conduciría a la grandeza.
La transcripción de la historia oral de Merina en el siglo XIX, Tantara ny Andriana eto Madagasikara, relata que Andriamampandry evaluó en privado las cualidades de liderazgo de cada uno de los cuatro hijos seleccionados, con resultados decepcionantes. Presentó a Andriambonimena de Alasora con un bello loro, que el príncipe mató y lo sirvió como alimento. El anciano concluyó que él era «un arma que se carga sola». Al hijo mayor, Andrianjakanavalonamandimby, se le dio un tarro de miel, que aplastó para poder comer hasta la última gota. Después, Andriamampandry comentó que el reino se había convertido en una olla de miel sin tapa, lo que implicaba que el primero en llegar sería libre de meter la mano en su interior y llevarse todo su botín. Visitó Andriantomponimerina en Ambohidratrimo y le ofreció un riñón de cebú (considerado desagradable), que el príncipe ordenó preparar como comida, lo que llevó al anciano a comentar: «Este hombre no puede resistir la tentación de comerse el riñón». Visitó a Andrianavalonimerina en Ambohitrabiby llevando un limón y una estaca de tejedor, que la esposa del príncipe les exigió que les diera, demostrando su avaricia. Andriamampandry también visitó al príncipe Andriantsimitoviaminiandriana en Ambohimanga, llevando un hacha y una cuerda. El príncipe pidió prestados los dos artículos, luego ordenó a un sirviente que usara el hacha y la soga para matar un cebú, poner la mejor carne en una canasta, cocinar el resto de la carne buena para la comida y dejar el cuello a un lado. y la parte acanalada de la tripa en una segunda canasta El anciano cenó con el príncipe y pasó la noche en el pueblo. Cuando Andriamampandry estaba a punto de irse, el príncipe le devolvió la cuerda y el hacha, le dio la canasta de carne fina para su esposa y le dio la segunda canasta, declarando «Estas son las partes del hacha (es decir, el cuello) y la cuerda (es decir, el omaso estriado)». Andriamampandry quedó profundamente impresionado por la hospitalidad y la previsión del príncipe. Relató estos incidentes con Andriamasinavalona, quien decidió examinar a sus hijos a su vez llamándolos a su casa, y luego observó cómo dormían en la cama que compartían allí. Andriansimitoviaminiandriana tenía la cabeza más alta sobre la almohada, pero Andriamasinavalona no entendió el significado de esto, y Andriamampandry lo reprendió, al señalar: «Tú eres el rey, ¿y aún así no entiendes?».

### Prisionero
Según la historia oral, Andriamasinavalona fue temporalmente usurpado a través del engaño de su hijo Andriantomponimerina, que gobernó el territorio occidental desde su rova en Ambohidratrimo. Una vez que los hijos de Andriamasinavalona habían sido instalados en sus territorios, Andriantomponimerina puso a prueba su autoridad al imponer un peinado particular al pueblo marovatana que gobernaba, haciendo caso omiso de la promesa que el rey había hecho respetar las diversas costumbres y tabúes de Imerina. Los marovatanas le recordaron al rey este voto y se negó a someterse, lo que provocó que el rey y sus hijos se prepararan para la guerra contra la gente del feudo. Este conflicto le dio al príncipe la oportunidad de tomar el poder. Ante la sugerencia del medio hermano del príncipe, Andrianentoarivo, el príncipe se escondió en una trinchera que cavó en el piso de tierra de su residencia real en Ambohidratrimo, y luego ordenó a su pueblo que le avisara a su padre que estaba «en el suelo». Creyendo que su hijo sería enterrado vivo por los marovatana como una medida punitiva, Andriamasinavalona corrió hacia Ambohidratrimo llevando cañas como símbolo de paz; a la entrada del rey en la residencia, sin embargo, el príncipe Andriantomponimerina encerró a Andriamasinavalona en el interior y se negó a liberarlo durante los siguientes siete años. Durante este tiempo, el príncipe ofreció repetidamente liberar al rey con la condición de que Andriamasinavalona aceptara transferirle el poder, lo que el rey rechazó repetidamente. Andriantomponimerina evitó que sus hermanos actuaran contra él diciéndoles a sus mensajeros que el rey simplemente prefería su compañía y había decidido residir con él en Ambohidratrimo.
Después de un tiempo, el sucesor designado del rey, Andriambonimena, lanzó un ataque de represalia contra Andrianentoarivo, el medio hermano del príncipe en Ambohipotsy, y lo expulsó exitosamente de su feudo. Andriantomponimerina reconoció la necesidad de tomar medidas más dramáticas para consolidar su control sobre el poder y envió un mensajero al rey de Sakalava solicitando su apoyo. El Sakalava reafirmó su lealtad a Andriamasinavalona, sin embargo, amenazó con atacar al príncipe si el legítimo rey no era liberado de su cautiverio. Según una versión de la historia oral, al no haber usado al rey como un peón para obtener poder, el príncipe decidió rescatar a su padre por 7.000 piastras para aumentar su riqueza personal. Todos los ciudadanos de Imerina estaban obligados a contribuir, y los que no tenían dinero vendían a 
sus hijos o a ellos mismos a la esclavitud para recaudar los fondos necesarios. El dinero se colocó en siete cestas y se transportó en piragua al príncipe de Ambohidratrimo, que liberó al rey. De acuerdo con otra versión de la historia, el príncipe Andriantimitoviaminiandriana de Ambohimanga envió a dos cazadores del clan Tsimahafotsy para liberar al rey cavando un pasaje de escape bajo la pared de su recinto fuertemente custodiado. Después de regresar a Antananarivo, Andriamasinavalona envió un mensajero que anunció que el rey había decidido entregar el poder a Andriantomponimerina e invitó al príncipe a la capital para ser entronizado. El príncipe corrió al palacio, y en toda la ciudad fue recibido con vítores, cantando y bailando. Cuando Andriamasinavalona lo recibió, sin embargo, condenó públicamente al príncipe y lo despojó de su rango y poder.

### Re santificación
Existen dos historias en torno a un ritual de sacrificio humano que Andriamasinavalona realizó después de su encarcelamiento. En una versión de la historia oral, Andriamampandry y sus compañeros consejeros reales estaban preocupados de que el encarcelamiento del rey hubiera debilitado su autoridad y pudiera llevar a la población a rebelarse contra él. Sugirieron que el rey pusiera a prueba a su pueblo alegando estar enfermo y pidiendo un sacrificio humano; si un ciudadano ofreciera su vida por el rey, este gesto indicaría que el público aún le era leal. Andriamasinavalona siguió esta recomendación y reunió a la gente para pedirle a un voluntario que estuviera dispuesto a cortarse la garganta con una larga daga para santificar al rey. En otra versión de la historia, esta propuesta fue hecha para santificar el nuevo palacio Besakana que el rey ordenó reconstruir en el rova en Antananarivo. Un hombre llamado Trimofoloalina se adelantó para sacrificar su vida. En la primera versión de la historia, los consejeros reales lo ataron con cuerdas y lo tendieron en el suelo al oeste del palacio Masoandro dentro del complejo rova en Antananarivo, pero en lugar de matar al hombre simbólicamente lo «sacrificaron» vertiendo sangre de gallo mezclado con agua en su garganta. En la segunda versión, fue atado y izado a la parte superior del pilar central del nuevo edificio, y su oreja fue cortada para permitir que varias gotas de sangre cayeran sobre la parte superior del pilar para santificarlo. Trimofoloalina fue liberado y el rey le pidió que nombrara una recompensa por su valiente gesto. El hombre solicitó que él y sus descendientes quedaran para siempre exentos de la pena de muerte por cualquier delito que pudieran cometer; Andriamasinavalona aceptó otorgar esta recompensa.

## Muerte y herencia

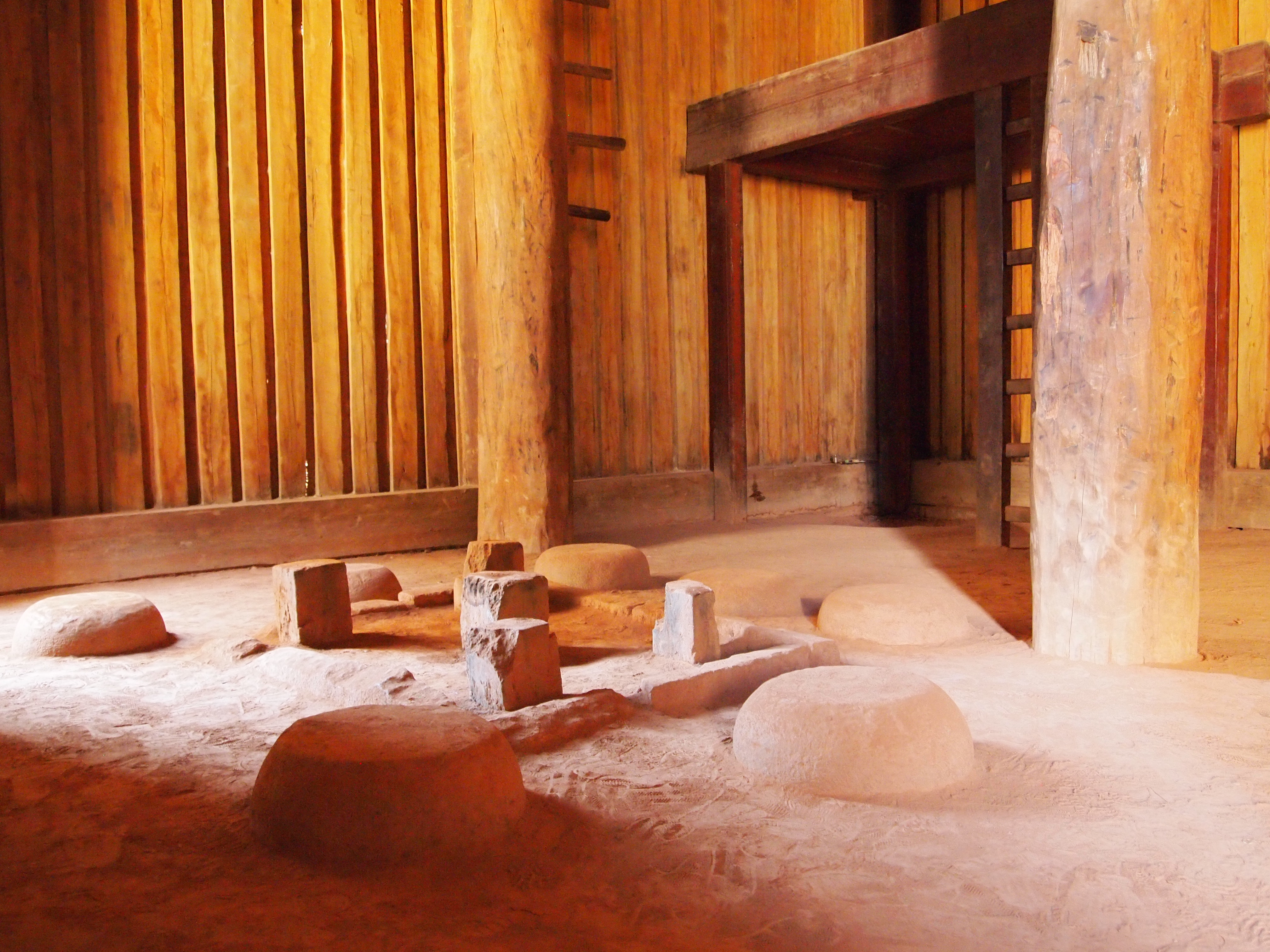
Andriamasinavalona falleció cayendo de su cama elevada (derecha en la fotografía).

Andriamasinavalona murió en 1710 cuando una de sus esposas, Rasolomananambonitany, lo empujó inadvertidamente desde la cama elevada donde dormían. Fue enterrado en las tumbas reales ubicadas en la Rova de Antananarivo. En oposición a las intenciones de Andriamasinavalona, después de la muerte del rey, sus hijos abandonaron el concepto de unidad y lucharon entre sí en un esfuerzo por expandir sus dominios. Como consecuencia de esta decisión, el reino de Imerina se fragmentó y se vio envuelta en un conflicto durante 77 años, hasta que el reino se unió una vez más durante el reinado de Andrianampoinimerina (1787-1810).
El reinado de Andriamasinavalona es recordado en Madagascar como una edad de oro de prosperidad, justicia, abundancia y armonía. Él se describe en historias orales como un político talentoso y amable y justo gobernante. Su nombre a menudo se invoca tradicionalmente en Imerina cuando se rinde homenaje a los antepasados o se hace una promesa vinculante. Respecto al legado de Andriamasinavalona, el autor Ellis (1832) comentó: «El carácter de este caudillo se mantiene en la más alta veneración y estima. Se dice que ejerció un gran cuidado sobre su distrito y que ha introducido muchas mejoras importantes. Su memoria, leyes y las costumbres todavía se llevan a cabo con el mayor respeto, y su nombre siempre se menciona en los kabarys públicos con cierto grado de reverencia».
| Monarcas del Reino Merina |
| --- |
| Andriamanelo - Ralambo - Andrianjaka - Andriantsitakatrandriana - Andriantsimitoviaminandriandehibe - Andrianjakatsitakatrandriana - Andriamasinavalona - Andriantsimitoviaminandriandrazaka - Andriambelomasina - Andrianjafy - Andrianampoinimerina - Radama I - Ranavalona I - Radama II - Rasoherina - Ranavalona II - Ranavalona III |